# Anthomyzidae
Anthomyzidae là một họ các loài ruồi màu vàng đến đen, có kích thước nhỏa. Có ít hơn 100 loài thuộc họ này được biết đến, chủ yếu ở châu Âu. Có 20 loài trong họ này.

## Hình ảnh

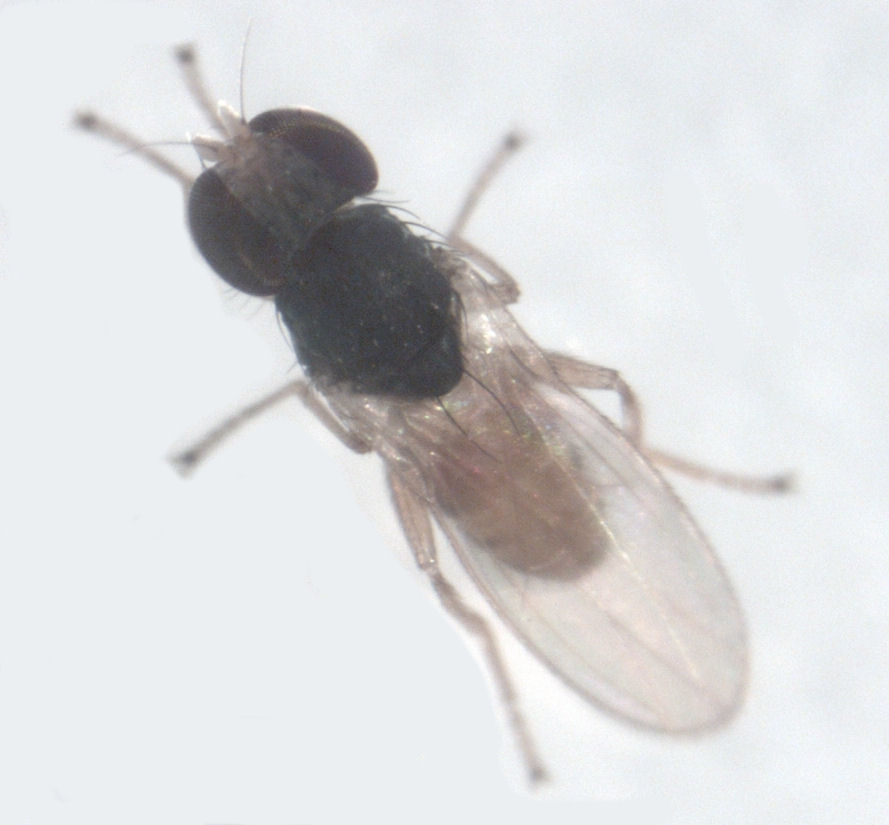